# Коконыгино
Коконыгино — деревня в Чухломском муниципальном районе Костромской области. Входит в состав Петровского сельского поселения

## География
Находится в северной части Костромской области на расстоянии приблизительно 14 км на юг-юго-восток по прямой от города Чухлома, административного центра района.

## История
В 1907 году здесь было учтено 16 дворов.

## Население
Постоянное население составляло 75 человек (1897 год), 82 (1907), 0 в 2002 году (русские 100 %), 0 в 2022.